# Ed Gerdes

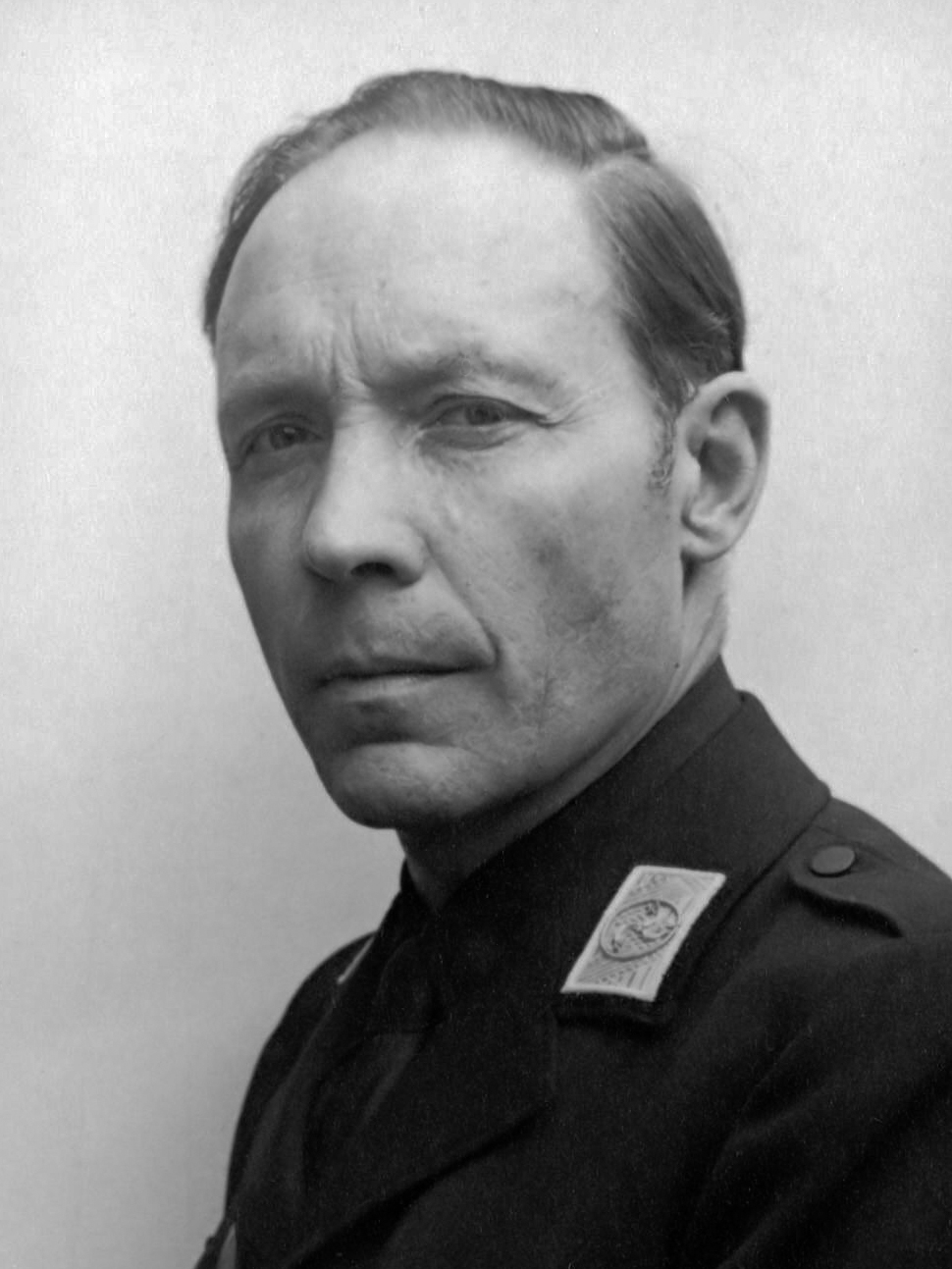
Ed Gerdes

Eduard (Ed) Gerdes (Amsterdam, 3 januari 1887 – Den Haag, 10 mei 1945) was een Nederlands kunstschilder. Tijdens de Tweede Wereldoorlog was hij een van de drijvende krachten achter de totstandkoming van de Nederlandsche Kultuurkamer en vanaf 1942 hoofd van het onderliggende "Gilde voor Bouwkunst, Beeldende Kunsten en Kunstambacht". In 1948 werd hij postuum veroordeeld wegens collaboratie.

## Leven en werk
Gerdes was de zoon van een effectenmakelaar en kleinzoon van kinderboekenschrijver Eduard Gerdes. Eigenlijk was hij door zijn ouders voorbestemd voor de handel, maar koos ervoor kunstschilder te worden. Hij ging in de leer bij Franz Deutmann en werd in zijn begintijd sterk beïnvloed door het werk van Vincent van Gogh. In zijn vroege loopbaan werkte hij onder andere in Heeze (1905-1909), Mol (1910) en Brugge (1911) en maakte een reis naar Nederlands-Indië (1915). Later woonde en werkte hij in Amsterdam (tot 1921) en Laren (tot begin 1942). Gerdes keerde zich af van abstracte kunst en zocht aansluiting bij het werk van de Haagse School. Hij schilderde vooral landschappen, portretten en stillevens. Ook maakte hij veel kopieën, onder andere naar werk van Jan van Eyck, Jan van Scorel en Frans Hals.
Gerdes huwde in 1911 met Adèle Heemskerk, dochter van de toenmalige Minister van Binnenlandse Zaken Theo Heemskerk. Ze kregen drie kinderen. In 1930 vertrok zijn vrouw plotsklaps met een andere man en haar kinderen naar Zwitserland. Gerdes raakte hierdoor in een psychische crisis. Zijn dochter Sacha zou later vertellen dat het vertrek van zijn vrouw een ommekeer in zijn leven betekende. In 1931 hertrouwde Gerdes met het Duitse kindermeisje dat samen met hem in Nederland was achtergebleven, waarna hij zijn twee oudste kinderen kreeg toegewezen. In 1933 werd hij lid van de NSB.
Na het begin van de Tweede Wereldoorlog stopte Gerdes met schilderen en zou hij zich actief gaan bemoeien met het Nederlandse kunstbeleid. Hij ging werken bij het Departement van Volksvoorlichting en Kunsten (DVK) onder dr. Tobie Goedewaagen en was een van de drijvende krachten achter de totstandkoming van de Nederlandsche Kultuurkamer in 1941. In 1942 werd hij hoofd van het onderliggende "Gilde voor Bouwkunst, Beeldende Kunsten en Kunstambacht" (BBK). Als zodanig hield hij zich actief bezig met kunstaankopen en opdrachten en ondersteunde vanuit zijn functie jonge kunstenaars door het verstrekken van opdrachten. "Geaarde kunst", zoals de ideaalkunst van de Kultuurkamer werd genoemd, in de grond realistisch en tegengesteld aan "Entartete Kunst", werd door de nazi's gezien als een belangrijke wegbereider voor hun Nieuwe Orde. Onder Gerdes' leiding liep het Nederlandse budget voor beeldende kunst op de Rijksbegroting op tot bijna tien keer het bedrag uit het begin van de oorlog.
Gerdes overleed vlak na de bevrijding in mei 1945 in een Haags ziekenhuis onder nooit goed opgehelderde omstandigheden, formeel aan de gevolgen van bloedvergiftiging. Journaliste Lien Heyting spreekt in een artikel in NRC Handelsblad (1996) het vermoeden uit dat hij is vermoord. Drie jaar na zijn dood werd hij postuum veroordeeld wegens collaboratie, niettegenstaande diverse verklaringen van kunstenaars dat ze door hem tijdens de oorlog geholpen en ondersteund waren. Zo verklaarde de Joodse kunstschilder David Schulman dat Gerdes veel had gedaan om hem "in moeilijke posities van dienst te zijn" en had meegewerkt om hem "uit het concentratiekamp te krijgen". Een familielid typeerde hem als een "idealist zonder werkelijkheidszin".
Gerdes was tijdens zijn leven een gewaardeerd kunstenaar. Hij was lid van Arti et Amicitiae en het Sint-Lucasgilde te Amsterdam. In 1910 won hij de Willink van Collenprijs. Na de oorlog werd het werk van Gerdes lange tijd doodgezwegen. Onderzoeksjournalist Adriaan Venema, die voortdurend op zoek was naar "foute Nederlanders", noemde hem in zijn boek Kunsthandel in Nederland 1940-1945 (1986) een "erbarmelijk schilder".

Tegenwoordig is er weer meer waardering voor zijn werk, dat onder andere te zien was op de tentoonstelling "Geaarde kunst" in het Museum Arnhem in 2015.

## Galerij

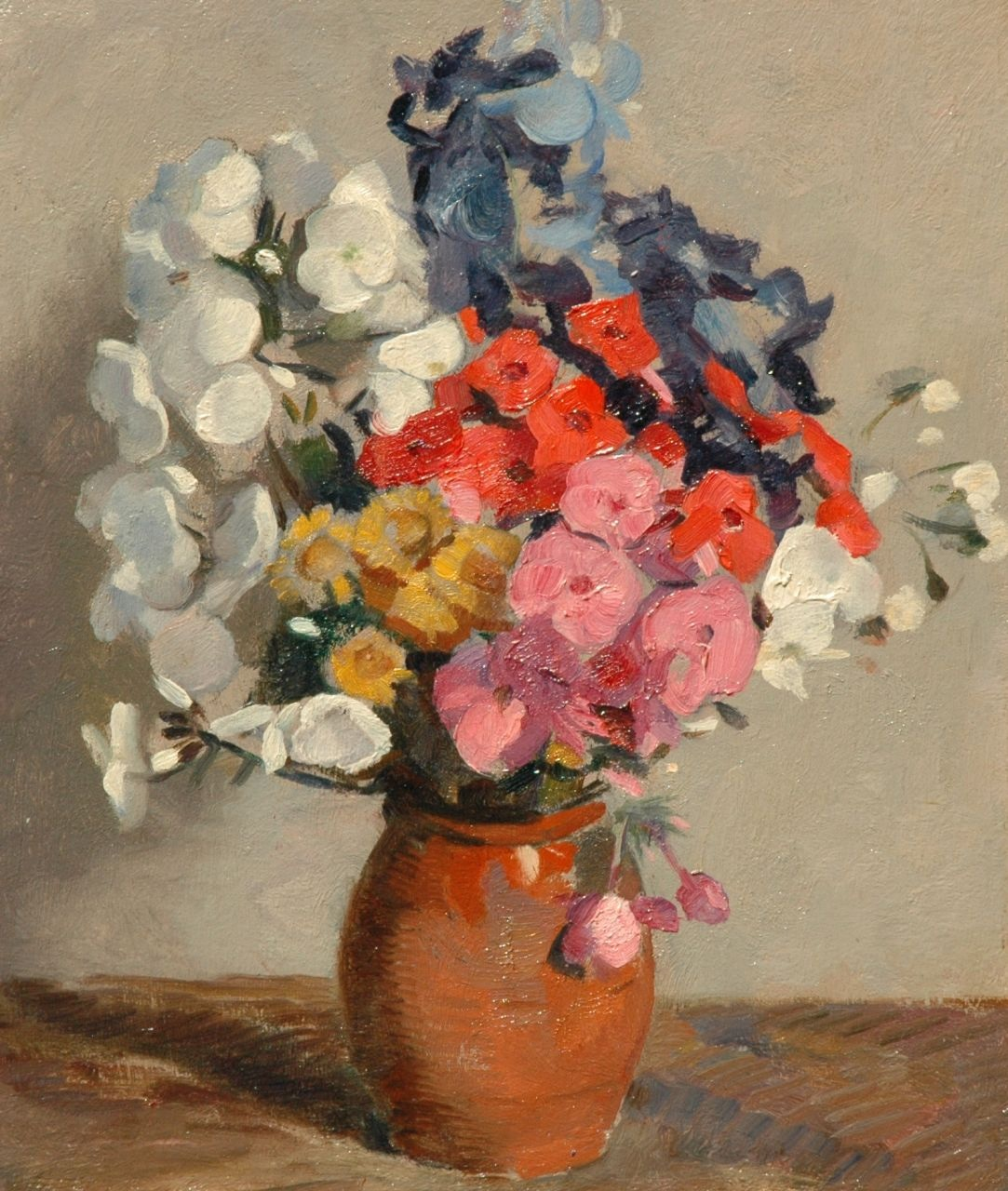
Bloemstilleven
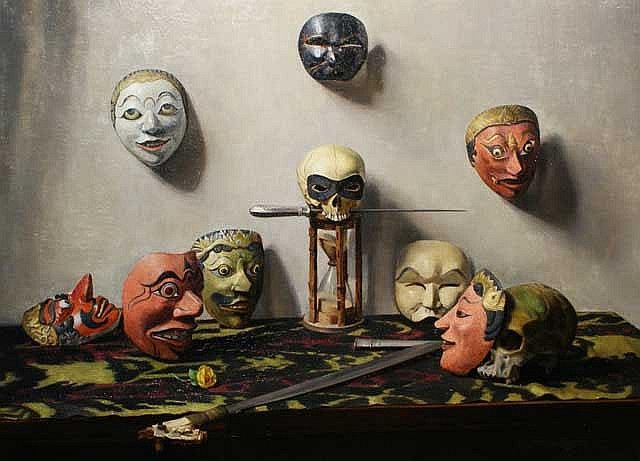
Vanitas
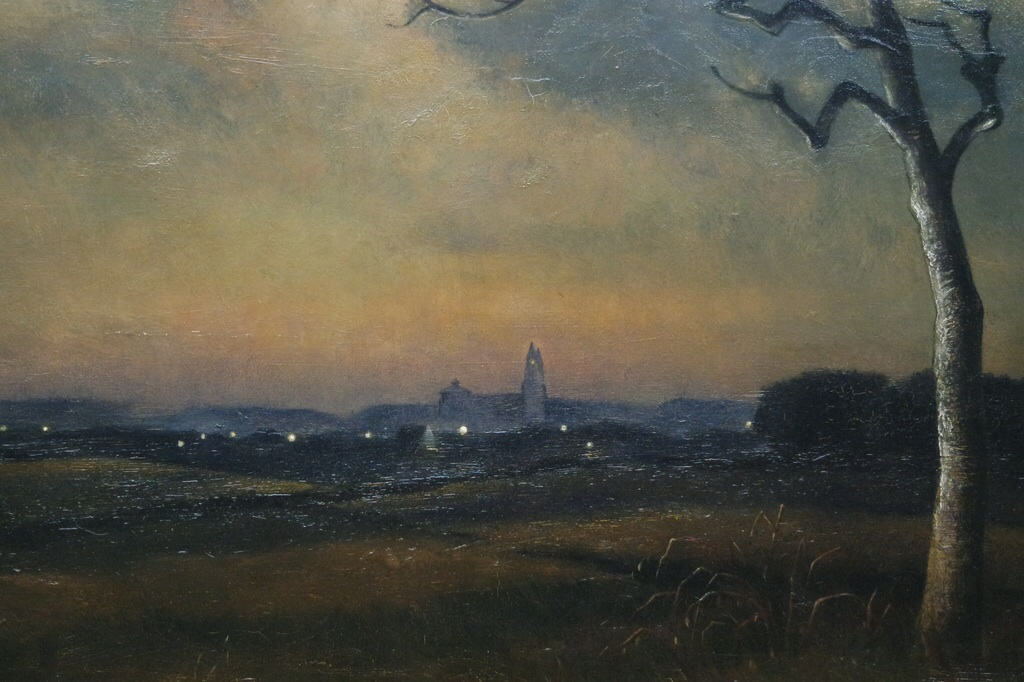
Dorpsgezicht (detail)